# Радочаї
45°23′ пн. ш. 15°22′ сх. д. / 45.38° пн. ш. 15.36° сх. д.
Радочаї (хорв. Radočaji) — населений пункт у Хорватії, в Карловацькій жупанії у складі громади Генеральський Стол.

## Населення
Населення за даними перепису 2011 року становило 77 осіб.
Динаміка чисельності населення поселення: